# Julius Reichelt
Julius Reichelt (Estrasburgo, 8 de junho de 1637 — Estrasburgo, 19 de fevereiro de 1717) foi um matemático e astrônomo alemão. Pode ter sido o primeiro a construir um observatório na cidade de Estrasburgo.

## Biografia
Em 1644, com 16 anos de idade, começou a estudar na universidade. Em 1660 obteve um doutorado. Foi designado professor de matemática em 1667. Reichelt viajou pela Europa Setentrional após 1666, tendo se encontrado com Jan Hudde, Johannes Hevelius, Andreas Concius, Henrik Rysensteen, Johannes Meyer, Erasmus Bartholin e Adam Olearius. Após seu retorno Reichelt pode ter proposto a construção da "turret lantern" como um observatório astronômico sobre o portão de entrada do hospital de Estrasburgo, baseado na Rundetarn (Torre Redonda) que ele viu em Copenhague.